# Friedrich Streich
Friedrich Streich (Zürich) 17 juni 1934 - München 3 oktober 2014) was een Zwitserse animator, vooral bekend als maker van Die Sendung mit der Maus.

## Levensloop
Streich heeft aan het Deutsches Institut für Filme und Fernsehen (DIFF) een opleiding gevolgd als dramaturg en regisseur. Hij heeft daarna als toneelspeler, journalist en karikatuurtekenaar gewerkt. Zijn tekeningen verschenen onder meer in de Tages-Anzeiger, Süddeutsche Zeitung, en ook in de Münchner Abendzeitung. Vanaf 1960 was hij als animator actief.
In het begin van de jaren 70 kreeg hij van de Westdeutsche Rundfunk de opdracht om de muis uit het beeldverhaal Maus im Laden van Isolde Schmitt-Menzel te animeren, voor een programma dat later bekend werd als Die Sendung mit der Maus. Streich was verantwoordelijk voor de karakteristieke bewegingen van de muis zoals de typische oogopslag en ietwat onbeholpen bewegingen. De muis was op 7 maart 1971 voor het eerst op televisie te zien, de naam Die Sendung mit der Maus werd vanaf 1972 gebruikt. Naast de muis bedacht Streich in 1975 het karakter van het blauwe olifantje en in 1987 de kleine gele eend. Streich heeft uiteindelijk zo'n 330 (ieder ongeveer 30 seconden durende) filmpjes van de muis gemaakt. 
1. ↑  Obit op de site van de WDR. Gearchiveerd op 24 december 2022.